# La Palma, Chiautla
La Palma är en ort i Mexiko.   Den ligger i kommunen Chiautla och delstaten Puebla, i den sydöstra delen av landet, 130 km söder om huvudstaden Mexico City. La Palma ligger 1 054 meter över havet och antalet invånare är 143.
Terrängen runt La Palma är kuperad åt nordväst, men åt sydost är den platt. Runt La Palma är det glesbefolkat, med 13 invånare per kvadratkilometer. Närmaste större samhälle är Chiautla de Tapia, 5,2 km sydost om La Palma. I omgivningarna runt La Palma växer huvudsakligen savannskog.